# Брезје при Кумпољу
Брезје при Кумпољу (словен. Brezje pri Kumpolju) је насељено место у општини Литија, Засавска регија, Словенија.

## Историја
До територијалне реорганизације у Словенији било је у саставу старе општине Литија.

## Становништво
У попису становништва из 2011. године, Брезје при Кумпољу је имало 10 становника.
| Број становника према пописима | Број становника према пописима | Број становника према пописима |
| ------------------------------ | ------------------------------ | ------------------------------ |
| 1991                           | 2002                           | 2011                           |
| 16                             | 10                             | 10                             |

Напомена: До 1953. исказивано под именом Брезје.